# Magnetische Kur
Die magnetische Kur (Magnetisieren) war eine von Franz Anton Mesmer (1734–1815) erdachte Heilmethode zur Auflösung von Blockaden der von ihm angenommenen im Körper zirkulierenden Energie (Fluidum). Mesmer selbst und seine Nachfolger berichteten von therapeutischen Erfolgen bei nach heutigem Verständnis psychosomatischen und psychiatrischen Krankheitsbildern.

## Konzept und Methodik
Mesmer führte sämtliche Beschwerden auf eine Störung der Energiezirkulation und eine daraus folgende Disharmonie zwischen flüssigen und festen Teilchen zurück. Die Störung sollte durch Muskelverkrampfung oder -lähmung entstehen, welche eine Verstopfung der Gefäße nach sich ziehen sollte. Durch diesen Widerstand sollten sich die Säfte stauen und Symptome produzieren. Um diese Blockade zu lösen, war nach Mesmers Verständnis eine Krise notwendig, welche durch magnetische Heilmethoden ausgelöst und verstärkt werden könnte. Vermutlich handelte es sich bei dieser Krise um eine Art Trance. Entsprechend dem ganzheitlichen Krankheitsmodell des Mesmerismus gab es keine Zuordnung einzelner Verfahren zu konkreten Syndromen. Die magnetischen Heiltechniken waren universell. Neben den skandalträchtigen Sitzungen am Gesundheitszuber zählten zu ihnen das Handauflegen, die sog. passes (streichende Handbewegungen entlang des Körpers knapp oberhalb der Haut) und die Energieübertragung mittels Blicken, Spiegeln und Rohren sowohl im Nahkontakt als auch über weite Entfernungen (ähnlich den in Reiki üblichen Praktiken).

## Selbstverständnis und Rezeption
Mesmers magnetische Kuren waren in der Bevölkerung aller Schichten sehr beliebt und vor allem in der finanzkräftigen Oberschicht en vogue. Wegen ihrer theoretischen Begründung, welche einen nicht haltbaren wissenschaftlichen Anspruch erhob, wurde der Ansatz aber bereits von der wissenschaftlichen Medizin des 18. Jahrhunderts als Scharlatanerie abgelehnt. Da sich die (auch von den Gegnern anerkannte, aber auf andere Gründe zurückgeführte) Wirksamkeit seiner Verfahren durch moderne psychologische Erkenntnisse wissenschaftlich erklären lässt, wird das Magnetisieren inzwischen aber als Vorläufer der Hypnotherapie gesehen. Zu beachten ist hier aber, dass Mesmer selbst weder „übernatürliche“ Geistheilungen, noch psychologische Prozesse (z. B. Suggestion) als Erklärung akzeptierte. Seiner Theorie zufolge gründeten sich seine Erfolge ausschließlich auf physikalische Prinzipien.
Zu heutigen möglichen Anwendungen und Ansichten zur Magnetfeldtherapie siehe Magnetfeldtherapie.